# Chalarus griseus
Chalarus griseus är en tvåvingeart som beskrevs av Ernest F. Coe 1966. Chalarus griseus ingår i släktet Chalarus och familjen ögonflugor. Inga underarter finns listade i Catalogue of Life.